# Тепикінська
Тепикінська (рос. Тепикинская) — станиця в Урюпінському районі Волгоградської області Російської Федерації.
Населення становить 403 особи. Входить до складу муніципального утворення Акчернське сільське поселення.

## Історія
Станиця розташована у межах українського історичного та культурного регіону Жовтий Клин.
Згідно із законом від 30 березня 2005 року № 1037-ОД органом місцевого самоврядування є Акчернське сільське поселення.

## Населення
| 2010 |
| ---- |
| 403  |